# تاج الدين أحمدي
تاج الدين إبراهيم بن خضر أحمدي (1334م–1413م)، المعروف باسم المستعار "تاج الدين أحمدي" أو "أحمدي"، كان شاعرًا عثمانيًا ويعتبر أحد أعظم شعراء الأناضول في القرن الرابع عشر. ولد في الأناضول، وقصد الدراسة على أكمل الدين البابرتي في القاهرة وهو شاب، ودرس الطب والرياضيات.
ومن غير المعروف على وجه اليقين ما إذا كان أحمدي، الذي درس الطب في مصر، كان يتواجد في القصور كمرافق فقط أم كطبيب القصر أيضًا.
بالأعمال التركية التي كتبها، أعطى الأمثلة الأولى للغة الكتابة والأدب والعلوم في الفترة العثمانية التركية، ولذلك قدم مساهمة كبيرة في تطوير واستخدام اللغة التركية.

## حياته
في شبابه زار بلاط السلطان بايزيد الأول، وحضر معركة أنقرة ، حيث التقى بتيمورلنك وكتب قصيدته. بعد وفاة تيمورلنك، عاد الشاعر إلى الأناضول  واستقبله مرة أخرى سليمان چلبي الذي جمع العديد من الشعراء في بلاطه.
كما خدم في بلاط سليمان چلبي أيضًا "حمزوي" شقيق أحمدي، والذي اشتهر بشكل رئيسي بجمعه التاريخ الأسطوري لسيدنا حمزة بن عبد المطلب، عم النبي محمد ﷺ، في أربعة وعشرين مجلدًا، وقد كتب هذا العمل نثراً، وتخلله الشعر بحرية.
بعد وفاة السلطان بايزيد الأول، أهدى عمله الذي يحمل عنوان اسم "اسكندر نامه"، وهو أقدم عمل باقٍ من التأريخ العثماني وأقدم ترجمة تركية "لقصة الإسكندر"، إلى سليمان چلبي ابن السلطان بايزيد الأول،    واستوحاه على غرار "اسكندر نامه" للشاعر نظامي الكنجوي، في أكثر من 8000 بيت، استخدم فيها أحمدي الخطوط العريضة لفتوحات الإسكندر الأكبر لتقديم خطاب حول الفلسفة واللاهوت والتاريخ. ولكي تنال القصيدة إعجاب الأمير العثماني أكثر، أضاف أحمدي فصلاً عن السلالة العثمانية.
ربما كان أحمدي أحد رجال البلاط المؤثرين، فقد وقع أحمدي كشاهد على الاتفاقية بين سليمان چلبي وبيزنطة.

## وفاته
وبعد وفاة سليمان چلبي عام 1410م، عاد أحمدي إلى أماسية حيث توفي نهاية عام 815 حسب التقويم الهجري (في يناير أو فبراير 1413م حسب التقويم الميلادي) عن عمر يناهز 80 عاما.
عمل في خدمة السلطان محمد الأول إلى أن تُوفي عام 1413م. 
كان أحمدي شاعرًا "ذو طبيعة مرحة، لطيف الحديث، مولع بالنكات" وتوفي وهو في الثمانينات من عمره، بحسب بعض المصادر في كوتاهية،  وبحسب بعض المصادر في أماسية.

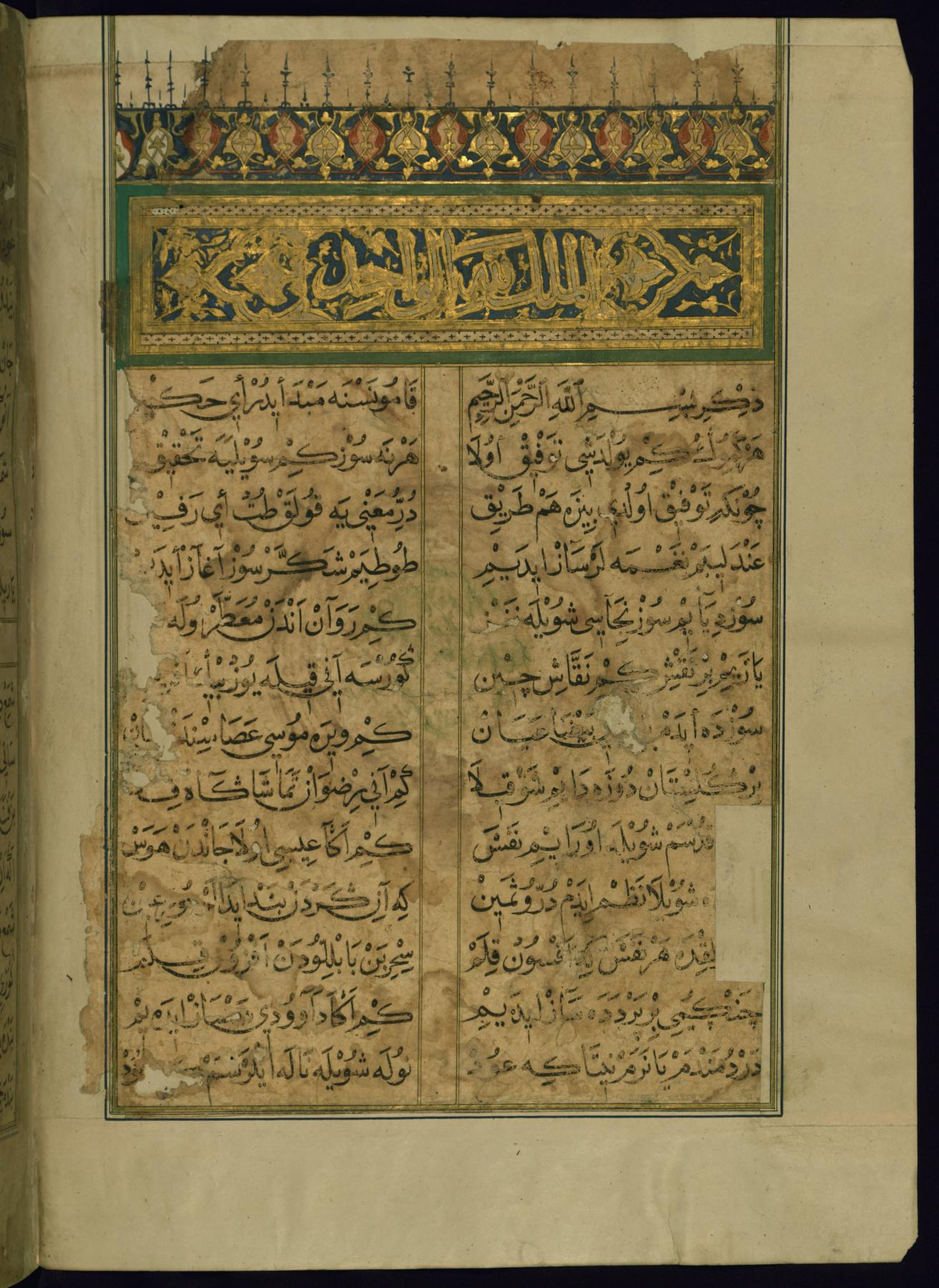
صفحة من كتاب "اسكندر نامه" لمؤلفه تاج الدين إبراهيم بن خضر أحمدي